# Clara ophiopogonoides
Clara ophiopogonoides är en sparrisväxtart som beskrevs av Carl Sigismund Kunth. Clara ophiopogonoides ingår i släktet Clara och familjen sparrisväxter. Inga underarter finns listade i Catalogue of Life.